# Hegemone (vệ tinh)
Hegemone /hɪˈdʒɛməniː/, còn được biết là Jupiter XXXIX, là một vệ tinh tự nhiên của Sao Mộc. Nó được phát hiện bởi một nhóm nhà thiên văn học từ Đại học Hawaii do Scott S. Sheppard dẫn đầu vào năm 2003, và được định danh tạm thời S/2003 J 8.
Hegemone có đường kính khoảng 3 km và quay quanh Sao Mộc với khoảng cách trung bình là 23.703.000 km trong 745,500 ngày, ở độ nghiêng 153° so với mặt phẳng hoàng đạo (151° so với đường xích đạo của Sao Mộc), chuyển động theo hướng nghịch với vật thể trung tâm của nó và có độ lệch tâm là 0,4077.
Nó được đặt tên vào tháng 3 năm 2005 theo tên Hegemone, một trong những Graces, và là con gái của thần Zeus (Jupiter).
Hegemone thuộc nhóm Pasiphae, các vệ tinh dị hình chuyển động nghịch hành quanh Sao Mộc ở khoảng cách từ 22,8 đến 24,1 Gm, và ở độ nghiêng khoảng từ 144,5° đén 158,3°.